# Кадариты
Кадари́ты, кадари́зм (араб. القدرية‎, от кадар قدر‎ — «судьба, рок, предопределение») — приверженцы одного из исламских мировоззренческих учений, которые придерживались мнения о том, что человек абсолютно свободен в своих помыслах и совершенных поступках, и Бог не принимает в этом участия. В противоположность кадаритам джабриты (фаталисты) являлись сторонниками абсолютной божественной предопределенности (кадар).

## История
Учение кадаризма возникло в VII веке в Ираке. Учение основано бывшим христианином, и оппоненты утверждали христианское происхождение идей кадаризма. Первые идеологи кадаризма — Мабад аль-Джухани (уб. в 699—700 или 703—04 г.) и Гайлан ад-Димашки (уб. ок. 742 г.). Первый был казнён халифским наместником аль-Хаджжаджем ибн Юсуфом, а второй при халифе Хишаме. В период правления Омейядов кадаризм получил широкое распространение в халифате, в особенности в тех группах, которые в доисламский период были приверженцами дуализма и признавали наличие двух субстанциальных начал — добра и зла.
Кадариты являлись сторонниками абсолютной свободы воли человека. По мнению кадаритов Аллах знает о совершении того или иного деяния только после его совершения. Человек в концепции кадаритов является творцом (халик) своих действий. К кадаритам также причислялись мутазилиты.